# In Through the Out Door
In Through the Out Door ist das achte Studioalbum der britischen Rockband Led Zeppelin aus dem Jahr 1979.

## Entstehung
Die Gruppe begann im September 1978 mit den Proben. Nach sechs Wochen reisten sie in die Polar Studios in Stockholm, um mit den Aufnahmen zu beginnen. Im Gegensatz zu früheren Led-Zeppelin-Alben ist bei In Through the Out Door der Einfluss des Bassisten und Keyboarders John Paul Jones und des Sängers Robert Plant wesentlich größer als der des Schlagzeugers John Bonham und des Gitarristen Jimmy Page, die oft nicht pünktlich im Aufnahmestudio erschienen: Bonham kämpfte mit Alkoholismus und Page mit Heroinabhängigkeit. 
Jones sagte später: „Es gab damals zwei verschiedene Lager, und wir [Plant und Jones] gehörten zu dem relativ cleanen“. Viele der Songs wurden von Plant und Jones tagsüber geschrieben, Page und Bonham fügten ihre Parts spät in der Nacht hinzu, sobald sie sich dazu in der Lage fühlten. Die Arbeit am Album übernahm daher vor allem der Multiinstrumentalist Jones, da Sänger Plant keine Instrumenten-Parts übernehmen konnte. Fühlte sich John Paul Jones bei den Aufnahmen von Presence noch außerstande, eigene Ideen durchzusetzen, konnte er darum hier wieder vermehrt seinen Input einbringen. Jones ließ sich insbesondere von dem Yamaha GX-1-Synthesizer inspirieren, den er kürzlich gekauft hatte, und er „arbeitete eng mit Robert zusammen, was vorher noch nie der Fall gewesen war“.
Nach den Aufnahmen in Stockholm wurde das Album in Page’s persönlichem Studio in seinem Haus in Plumpton abgemischt. „Wearing and Tearing“, „Ozone Baby“ und „Darlene“ – letzterer ein Boogie-Woogie-Song, dessen Komposition allen Bandmitgliedern zugeschrieben wird – wurden während der Sessions für dieses Album aufgenommen, aber aus Platzgründen fallen gelassen. Alle erschienen später auf Coda.
Der Albumtitel steht für die Probleme, die Led Zeppelin damit hatten, inmitten des aufsteigenden Punk mit ihren Werken noch einmal eine breite Öffentlichkeit zu erreichen. Es war wie „durch den Ausgang nach innen zu gelangen“ (“getting in through the out door”).

## Veröffentlichung
Die Erstveröffentlichung von In Through the Out Door erfolgte am 15. August 1979 bei Swan Song Records. Das Album erschien in seiner Originalausführung als LP mit sieben Titeln (Katalognummer: 59 410). Am 1. März 1990 erschien das Album erstmals als CD-Ausführung bei Atlantic Records (Katalognummer: 7567924432). Am 31. Juli 2015 erschien bei Rhino Records eine Deluxeversion mit der Zusatz-CD Companion Audio / Rough Mixes of Work in Progress (Katalognummer: 8122795579).

## Artwork
Zu diesem Album gibt es sechs verschiedene Außen- und Innencover (Sleeve)-Varianten, die in einem packpapierfarbenen Umschlag verkauft werden, so dass man nicht weiß, welche der sechs Versionen man erwirbt. Sie zeigen eine Bar, wie sie aus dem jeweiligen Blickwinkel einer anwesenden Person erscheint. Bei einigen (Sleeve)-Varianten konnte man durch Anfeuchten mit Wasser eine Färbung des Sleeves hervorrufen. Hipgnosis war 1979 für die Gestaltung des Covers in der Kategorie Best Album Package für einen Grammy nominiert.

## Titelliste
1. In the Evening (Jones/Page/Plant) – 6:49
2. South Bound Saurez (Jones/Plant) – 4:12
3. Fool In the Rain (Jones/Page/Plant) – 6:12
4. Hot Dog (Page/Plant) – 3:17
5. Carouselambra (Jones/Page/Plant) – 10:32
6. All My Love (Jones/Plant) – 5:53
7. I’m Gonna Crawl (Jones/Page/Plant) – 5:30

Einzelne Informationen zu Liedern
All My Love widmete Robert Plant seinem Sohn Karac, der 1977 im Alter von fünf Jahren an einer aggressiven Virusinfektion gestorben war.

## Singleauskopplungen
Die einzige Singleauskopplungen aus In Through the Out Door war Fool in the Rain. Diese erschien am 7. Dezember 1979 als 7″-Single mit der B-Seite Hot Dog (Katalognummer: 19 421).

## Kommerzieller Erfolg

### Chartplatzierungen
In Through the Out Door avancierte zum Nummer-eins-Album in Neuseeland, den Vereinigten Staaten und dem Vereinigten Königreich.
| ChartsChartplatzierungen       | Höchstplatzierung | Wochen |
| ------------------------------ | ----------------- | ------ |
| Deutschland (GfK)              | 9 (13 Wo.)        | 13     |
| Österreich (Ö3)                | 15 (5 Wo.)        | 5      |
| Schweiz (IFPI)                 | 17 (3 Wo.)        | 3      |
| Vereinigte Staaten (Billboard) | 1 (44 Wo.)        | 44     |
| Vereinigtes Königreich (OCC)   | 1 (18 Wo.)        | 18     |

### Auszeichnungen für Musikverkäufe
| Land/Region                  | Auszeichnungen für Musikverkäufe (Land/Region, Auszeichnung, Verkäufe) | Verkäufe  |
| ---------------------------- | ---------------------------------------------------------------------- | --------- |
| Argentinien (CAPIF)          | Gold                                                                   | 30.000    |
| Australien (ARIA)            | 2× Platin                                                              | 140.000   |
| Frankreich (SNEP)            | 2× Gold                                                                | 200.000   |
| Neuseeland (RMNZ)            | 2× Platin                                                              | 40.000    |
| Ungarn (MAHASZ)              | Gold                                                                   | 10.000    |
| Vereinigte Staaten (RIAA)    | 6× Platin                                                              | 6.000.000 |
| Vereinigtes Königreich (BPI) | Platin                                                                 | 300.000   |
| Insgesamt                    | 4× Gold · 11× Platin ·                                                 | 6.720.000 |

Hauptartikel: Led Zeppelin/Auszeichnungen für Musikverkäufe